# André Hercule de Fleury
Pour les articles homonymes, voir Fleury.
Cet article concerne le cardinal (1653 - 1743). Pour l'abbé (1640 - 1723), confesseur de Louis XV, voir Claude Fleury.
André Hercule de Fleury, né le 22 juin 1653 à Lodève et mort le 29 janvier 1743 à Issy-les-Moulineaux, est un ecclésiastique et homme d'État français, principal ministre du jeune roi Louis XV et cardinal de 1726 à 1743.
Aucun ministre ne lui succède, le roi décide alors de régner seul jusqu'en 1758.

## Biographie

### Famille et formation

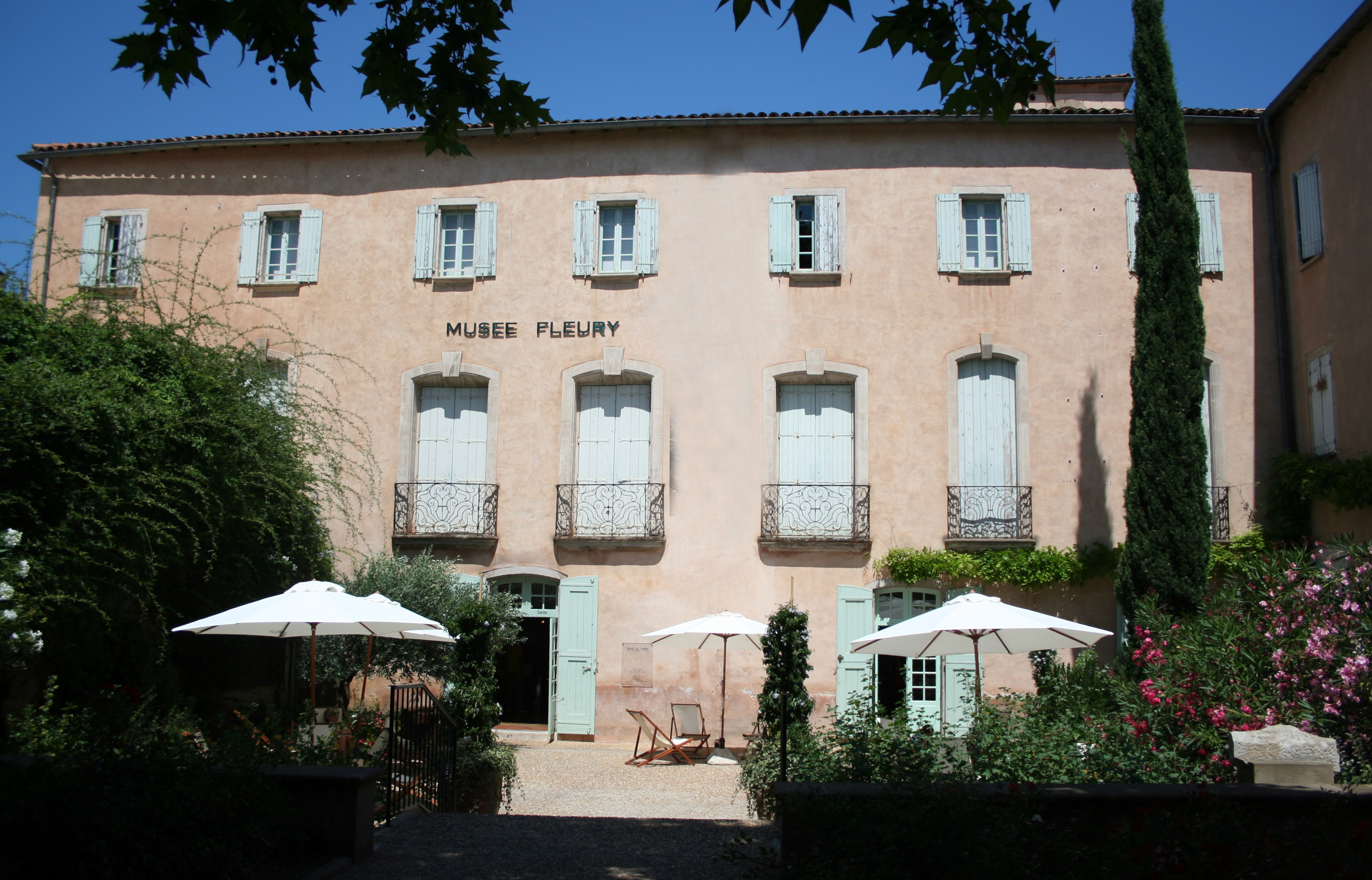
Hôtel de Fleury à Lodève, aujourd'hui musée.

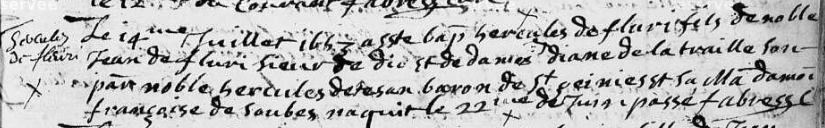
Extrait du registre de baptêmes de la paroisse de Lodève, Archives départementales de l'Hérault

Issu de la petite noblesse languedocienne, André de Fleury est le fils de Jean de Fleury, seigneur de Dio, receveur des tailles au diocèse de Lodève et de Diane de La Treilhe.
Destiné dès l'enfance à l'état ecclésiastique, il est envoyé à Paris à l'âge de six ans poursuivre ses études au collège de Clermont puis au collège d'Harcourt, à l'instar des enfants nobles de l'époque.
Nommé chanoine à Montpellier en 1668, l'adolescent revient à Paris terminer ses études et est ordonné prêtre en 1674. Il poursuit cependant des études de théologie et obtient sa licence en 1676.

### Carrière ecclésiastique
Grâce à la protection du cardinal de Bonzi, il devient aumônier de la reine Marie-Thérèse en 1677 puis, après la mort de celle-ci, aumônier du roi (1683). En 1691, il devient abbé commandataire de Larrivour.
En 1699, il obtient le diocèse de Fréjus, petit diocèse frontalier du duché de Savoie, « par indignité divine » suivant ses propres termes. Quoique déçu dans ses ambitions, il se rend dans son diocèse conformément aux décrets du concile de Trente et s'occupe avec soin de ses ouailles.
Pendant la guerre de succession d'Espagne, son diocèse est menacé par les troupes de Victor-Amédée II de Savoie ; il parlemente avec l'envahisseur et évite le passage des troupes, allant jusqu'à recevoir en grande pompe le souverain ennemi dans sa cathédrale et à y faire chanter un Te Deum en son honneur. Il sera pour cela soupçonné de trahison et ne devra qu'à son habileté politique et au soutien de ses amis à Versailles d'éviter la disgrâce.
Prétextant des ennuis de santé, il renonce à son évêché en 1715 et devient peu après, lors des fêtes de la Pentecôte, abbé commendataire de l'abbaye Saint-Philibert de Tournus, qu'il gouvernera jusqu'à sa mort.
Dans le même temps, sur proposition du duc du Maine, fils légitimé de Louis XIV, et de son épouse, le roi ajoute un codicille à son testament : il confie à l'ancien évêque de Fréjus l'éducation de son arrière-petit-fils et successeur, le futur Louis XV, âgé de cinq ans.

### Précepteur du roi Louis XV

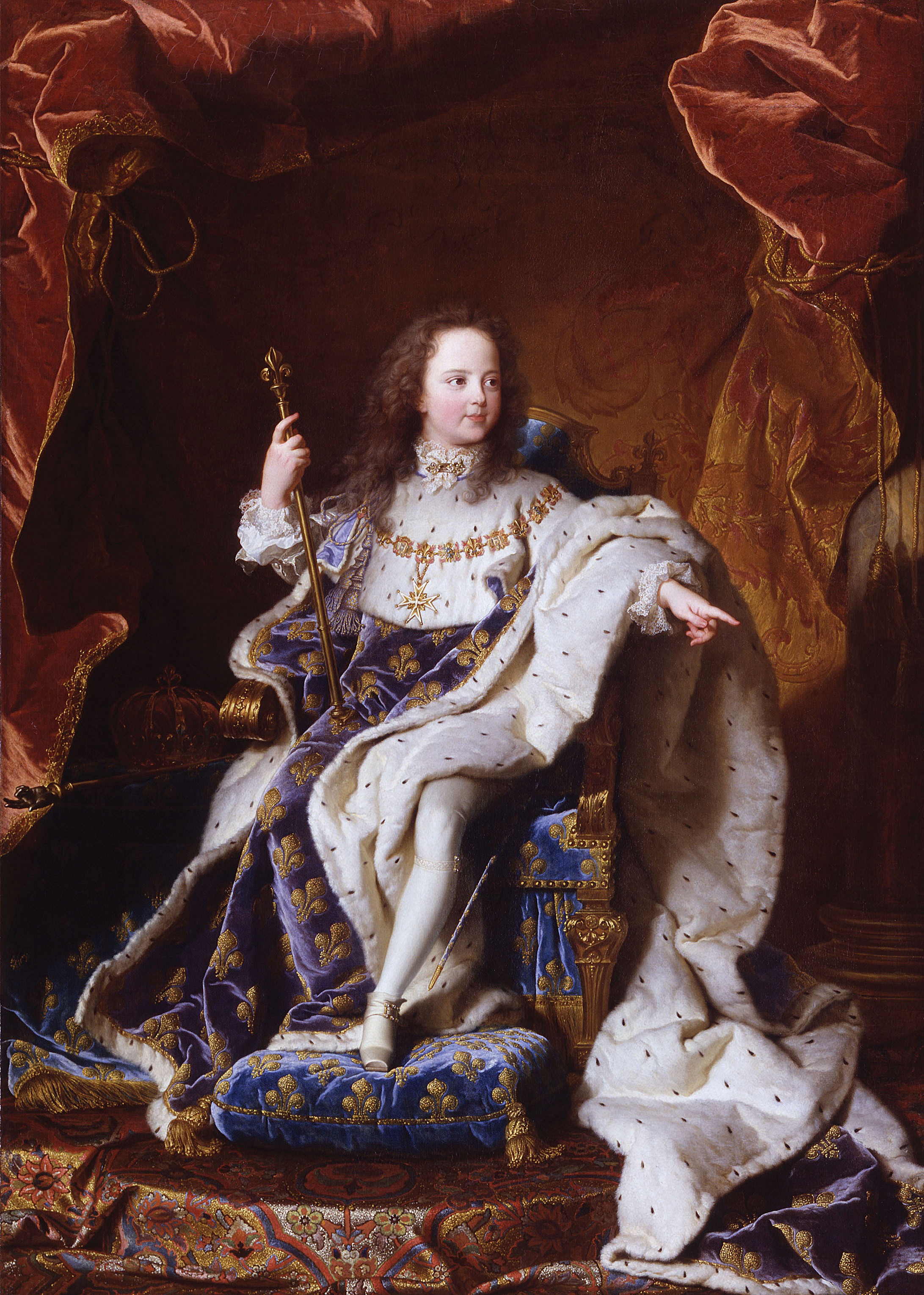
Louis XV, roi orphelin de 5 ans : Fleury lui servit de père et de mère.

Le 1er avril 1716 Philippe, duc d'Orléans et régent du royaume, nomme Fleury précepteur de Louis XV, qui a alors tout juste six ans, conformément au deuxième codicille du testament de Louis XIV.
En 1717, le régent lui accorde le privilège de monter dans le carrosse du roi : en effet, « monter dans le carrosse du roi » impliquait de pouvoir dialoguer avec le roi (parler de l'état du royaume, obtenir des grâces, etc.) et d'être vu par tous dans une certaine intimité avec le monarque. Ce privilège revêtait une grande importance politique.
Le 22 avril de cette même année, il est élu au fauteuil no 29 de l'Académie française, remplaçant François de Callières. Il a en effet agrandi la bibliothèque du roi, envoyé des membres de l’Académie des Sciences dans le Nord et au Pérou pour mesurer le méridien et des savants en Égypte et en Grèce pour rechercher les manuscrits précieux. Là aussi il lutte très activement contre les candidatures des jansénistes et des premiers philosophes. Il procure à Louis Racine un emploi dans les finances en province pour éviter qu'il soit élu à l'Académie. Il interdit les réunions du Club de l'Entresol. Il est de ceux qui accusent l’abbé de Saint-Pierre. Il s'oppose à l’élection de Montesquieu, puis dit s’en désintéresser. Enfin, il y reçoit Massillon.
En 1721, il est nommé abbé commendataire de Saint-Étienne de Caen tandis que le duc du Maine, oncle très aimé du jeune roi, victime des cabales de son épouse, est incarcéré à la forteresse de Doullens (Somme) avant de revenir en grâce.
Le 25 octobre 1722, Louis XV est sacré roi à Reims. Fleury tient le rôle d'un pair ecclésiastique.

### L'accession au pouvoir
Louis XV est déclaré majeur en février 1723 à l'entrée de sa quatorzième année. Sur les conseils de son oncle, l'ex-régent, il nomme principal ministre le conseiller de celui-ci, le cardinal Dubois. Le prélat meurt dès le mois d'août et l'ex-régent réclame la place vacante qu'aussitôt son neveu lui accorde.
Le duc d'Orléans meurt en décembre suivant et le petit roi, déjà marqué par la perte de ses parents et de son arrière-grand-père, se tourne encore vers sa famille et nomme premier ministre un autre de ses grands-oncles, le duc de Bourbon.
Ce prince, qui dirige les affaires de l'État pendant trois ans, est dominé par deux femmes ambitieuses, sa mère Louise-Françoise de Bourbon (1673-1743), fille légitimée du Louis XIV et sa maîtresse, la marquise de Prie. Pour conserver le pouvoir, il a entre autres mis à mal l'alliance avec l'Espagne en faisant rompre les fiançailles du roi avec l'infante Marie-Anne-Victoire d'Espagne afin de lui faire épouser une princesse en exil, Marie Leszczyńska, fille du roi détrôné de Pologne Stanislas Leszczyński, sans pouvoir ni richesse mais qui, de sept ans l'aînée de son futur mari, est en âge d'avoir des enfants (le duc de Bourbon veut que Louis XV ait un fils, afin d'empêcher le duc d'Orléans de devenir roi).
Sa politique rend rapidement le duc de Bourbon très impopulaire. Sa volonté d'amener le roi à disgracier Fleury dont il jalouse l'influence, provoque sa chute : Fleury, sans en avertir le roi, se réfugie au séminaire d'Issy-les-Moulineaux ; Louis XV, inquiet d'être encore séparé d'un être qui lui est cher, le fait rappeler et malgré l'appui de la reine, le duc de Bourbon est exilé le 11 juin sur ses terres de Chantilly. À peine un an après son mariage, victime de son inexpérience et de sa naïveté, la reine a perdu pour toujours l'influence qu'elle aurait pu exercer sur son mari. Le roi de 16 ans déclare assumer seul le pouvoir et se passer de premier ministre. Cependant, il confie l'essentiel du pouvoir à son précepteur. À l'âge de 73 ans, « M. de Fréjus », comme on l'appelle d'après le nom de son évêché, est « appelé aux affaires » . En septembre de la même année, sur la demande du roi, il est créé cardinal.

### Ministre d'État

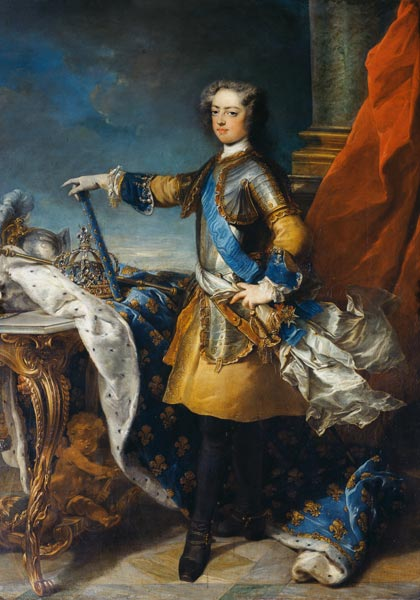
Louis XV à l'âge de 17 ans, un élève affectueux et reconnaissant.

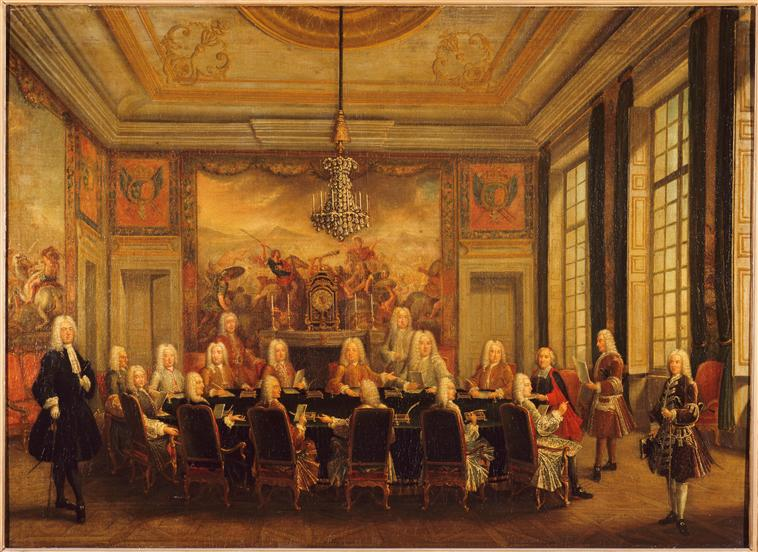
Conseil sous la régence du Duc d'Orléans, Fleury est présent à droite au second plan.

Le 11 juin 1726, Fleury devient ministre d'État, c'est-à-dire « premier ministre » de fait, malgré son grand âge - 73 ans - et sa faible constitution physique. Edmond Jean François Barbier note dans son journal : « L’évêque de Fréjus n'a pas le titre de premier ministre, mais il en aura presque le crédit, puisqu'il assistera à toutes les conférences que chaque ministre aura avec le roi, et qu'il lui fera prendre le parti qu'il jugera à propos,. »
Contrairement à nombre de ses prédécesseurs, le cardinal est réputé ne pas avoir profité de son élévation au ministère pour s'enrichir ni favoriser ses proches. Voltaire dit de lui qu'il « fut simple et économe en tout, sans jamais se démentir. » Une exception peut-être, reste l'accession de son neveu et filleul du roi Jean-Hercule de Rosset de Rocozels au titre de duc de Fleury.

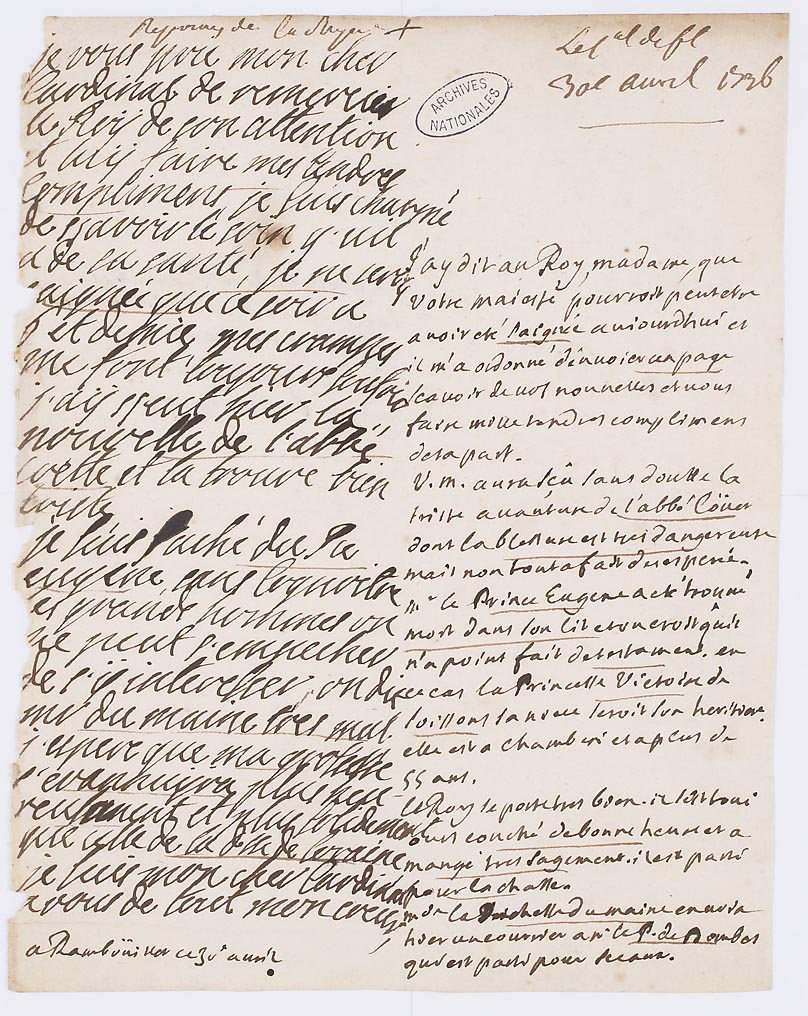
Le vieux cardinal de Fleury donne des nouvelles de Versailles à la reine Marie Leszczynska qui se tient éloignée de la Cour. Celle-ci lui répond dans la marge, 30 avril 1736. Archives nationales.

Il se distingue par la modération de son train de vie ; à contrepied de ses prédécesseurs cardinaux Richelieu et Mazarin, il n'a pas de fortune. Il dépense ses revenus commendataires en aumônes et se contente de ses appointements de ministre (20 000 livres). Il est d'un commerce agréable, à la parole apparemment timide mais à l'esprit très fin et très habile ; sa verve de conteur était très appréciée.

### La politique de Fleury

#### Politique intérieure
Le cardinal de Fleury gouverne avec prudence et sagesse : à l'intérieur, il rétablit le budget de l'État, stabilise la monnaie, reprend la politique de Colbert, pacifie dans la mesure du possible le problème janséniste avec l'aide de l'archevêque d'Embrun, Pierre Guérin de Tencin (voir aussi « gallicanisme » et la déclaration des Quatre articles) qui convoque un concile provincial à Embrun pour juger un évêque favorable au jansénisme, Jean Soanen. La répression est particulièrement dure à Paris, où la majorité des curés soutiennent le Jansénisme. Il ne parvient cependant pas à entraver la montée de l'opposition parlementaire. Autour de l'année 1737, il mène une politique antimaçonnique et fait fermer plusieurs loges.
Sa politique économique reconstruit l'économie du pays, sinistrée à la suite des dérapages de la politique monétaire du régent et de son ministre-banquier atypique John Law, père du système de Law. Il rappelle aux affaires le conseiller Le Blanc. Fleury restera comme le « premier ministre » – qu'il n'était pas en titre – ayant créé les conditions du développement économique, scientifique, industriel que la France va connaître durant les années 1728-30 à 1770. Avec les conseils avisés de Michel Robert Le Peletier des Forts, Fleury réforme le système monétaire, en rétablissant la livre, par réévaluations ; un louis d'or vaut alors 24 livres. La valeur de la monnaie restera à ce niveau jusqu'en 1785 et permet la stabilité monétaire dans le royaume.

#### Politique étrangère
Sa politique extérieure est marquée par une recherche de la paix et de la stabilité européenne.
Entraîné par le roi dans la guerre de succession de Pologne, il la conclut rapidement par le traité de Vienne de 1738 qui apporte à terme le duché de Lorraine et le duché de Bar à la France.
Il se laisse aussi entraîner dans la guerre de succession d'Autriche dont il ne verra pas la fin.

### Décès et postérité

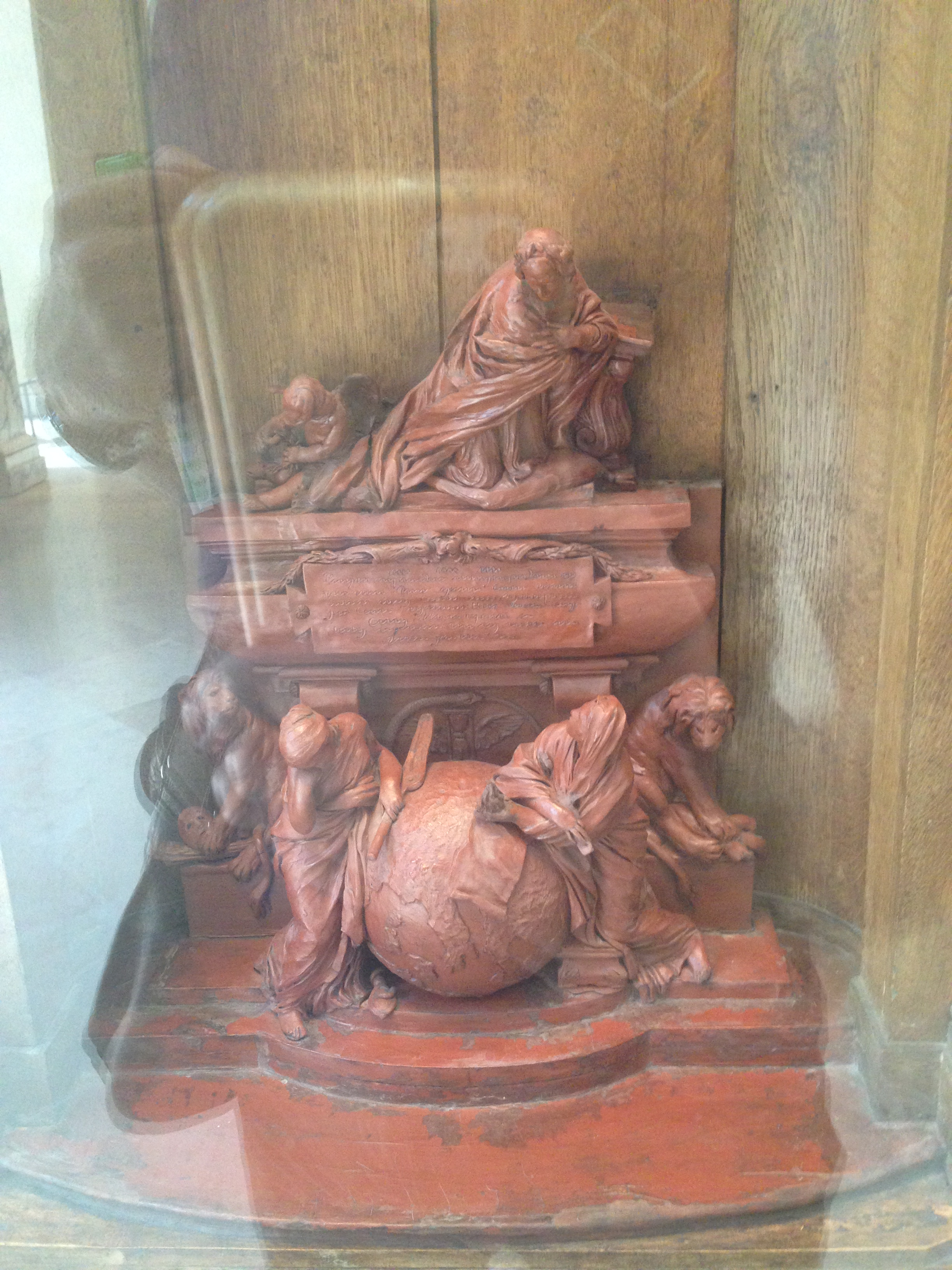
Maquette du Mausolée du cardinal de Fleury, Paris, musée du Louvre

Son acharnement à éviter les ambitieux et les intrigants et, en apparence, à exercer seul le pouvoir jusqu'à sa mort le 29 janvier 1743, lui vaut le surnom de « Son Éternité ».
Il se fait enterrer dans un tombeau somptueux dans l'église Saint-Louis-du-Louvre.
Sa sœur, Marie de Fleury, épousa en 1680 Bernardin de Rosset de Rocozel, d'où un neveu, Jean-Hercule de Rosset, qui fut marquis de Rocozel (1724) et duc-pair de Fleury (1736).

## Succession apostolique
André Hercule de Fleury a ordonné les évêques suivants :
- Évêque Jean-Baptiste Massillon, C.O.I. (1718)
- Cardinal Nicolas-Charles de Saulx-Tavannes (1721)
- Évêque Léonor III de Goyon de Matignon (1722)
- Évêque Jean-Marie Henriau (1724)
- Archevêque Honoré-François Grimaldi de Monaco (1725)

### Distinctions
Il est élu membre de l'Académie française en 1717, de l'Académie des sciences en 1721 et de l'Académie des inscriptions et belles-lettres en 1725. Il reçoit le titre de proviseur de la Sorbonne et de supérieur du collège de Navarre.

## Anecdote
Le comte d'Argenson (1696–1764), ministre de la guerre sous Louis XV, écrit dans ses Mémoires :

« Comme on plaisante ici sur les choses les plus sérieuses, il court une épigramme sur le Cardinal dont je n'ai retenu que le trait. La France est un malade que, depuis cent ans, trois médecins de rouge vêtus, ont successivement traité. Le premier (Richelieu) l'a saigné ; le second (Mazarin) l'a purgé ; et le troisième (Fleury) l'a mis à la diète. »

## Au cinéma
Dans le film L'Échange des princesses (2017), il est joué par Didier Sauvegrain.

## Télévision
Dans la série Les Aventures du jeune Voltaire de 2021, il est joué par François Marthouret.

### Sources primaires
- Neuville (Charles Frey de), Oraison funèbre de S. E. Monseigneur le Cardinal de Fleury, Ministre d'État, &c. Prononcée au service fait par ordre du Roi, dans l'Église de Paris, le 25 mai 1743. Par le R. P. de Neuville, de la Compagnie de Jésus. Paris, Coignard - Guérin, 1743. 100 p.
- Jean-Jacques Dortous de Mairan, « Éloge », dans Éloges des académiciens de l'Académie royale des sciences, morts dans les années 1741, 1742 et 1743, Paris, Durand, 1747 — Avec liste d'ouvrages., Éloge de M. le cardinal de Fleury, dans Histoire de l'Académie royale des sciences - Année 1743, p. 175-184.